# Francis V. Chisari
Francis Vincent Chisari (* 5. April 1942 in New York City) ist ein US-amerikanischer Mediziner (Virologie, Immunologie), der sich insbesondere mit Virus-Wirt Wechselwirkung bei Hepatitis B und C beschäftigt.
Chisari studierte an der Fordham University (Bachelorabschluss 1963) und wurde 1968 in Medizin am Weill Medical College der Cornell University promoviert (M.-D.-Abschluss). Als Post-Doktorand war er Fellow in anatomischer Pathologie an der Mayo Clinic (Graduate School) und Wissenschaftler in experimenteller Pathologie an den National Institutes of Health in Bethesda. 1972 bis 1973 absolvierte er seine Residency in Innerer Medizin an der Dartmouth Medical School. Außerdem war er am Pasteur-Institut. Er ist Professor und Leiter der Abteilung experimentelle Pathologie am Scripps Research Institute in La Jolla (Fakultät für molekulare und experimentelle Medizin), an dem er seit 1973 ist.  Er ist Adjunct Professor für Pathologie an der University of California, San Diego.
Chisari lieferte wichtige Beiträge zur Immunbiologie und Pathologie von Hepatitis-B- und C-Virusinfektionen, zum Beispiel in der Charakterisierung der Immunreaktion der CD4- und CD8-T-Zellen auf Hepatitisviren. Er entwickelte das erste transgene Mausmodell für pathogene Viren (Hepatitis B). Er zeigte damit, dass und wie chronische Hepatitis Auslöser von Leberkrebs ist (wobei eine Überproduktion eines Proteins der Virushülle eine besondere Rolle spielt). Seine Gruppe zeigte auch, dass zytotoxische T-Lymphozyten (CTL) Substanzen (Zytokine) absondern, die die Virusvermehrung in der Leberzelle verhindern ohne die Zelle abzutöten. Aus seinen Forschungen ergaben sich auch verschiedene Ansätze für eine Immuntherapie bei (chronischer) Hepatitis, zum Beispiel durch körpereigene aktivierte Dendritische Zellen.
1997 erhielt er den Ernst Jung-Preis, 1999 den Rous-Whipple Award der American Society for Investigative Pathology und den Distinguished Achievement Award der American Association for the Study of Liver Diseases. Er ist Mitglied des Institute of Medicine und der National Academy of Sciences. 1996 wurde er zum Fellow der American Association for the Advancement of Science gewählt.
Er hält mehrere Patente über verschiedene Antigene von Hepatitis-B- und -C-Viren.